# Robert Kipkoech Cheruiyot
Robert Kipkoech Cheruiyot, conhecido como Omar Ahmed (Kapsabet, 26 de setembro de 1978), é um atleta queniano, especializado em corridas de longa distância.
Cheruyiot começou a praticar o atletismo na escola quando criança, mas sem condições de continuar a pagar pela educação, deixou os estudos no curso secundário para trabalhar numa barbearia, mas devido ao baixo salário, mal conseguia comprar comida.
Pouco tempo depois, entretanto conseguiu ser aceito no campo de treinamento de atletas de Moses Tanui, um consagrado corredor queniano vencedor da 100ª edição da Maratona de Boston e venceu uma prova local de 10 km, começando a participar de competições internacionais a partir de 2001.
Em 2002 estreou em provas na Itália e venceu - com o mesmo tempo de mais dois quenianos - a Maratona de Milão, em 2:08.59 e no último dia do ano venceu a mais importante corrida de rua do Brasil, a Corrida de São Silvestre.

## Boston e a carreira
A carreira de Cheruiyot é ligada à mais tradicional maratona do mundo, a Maratona de Boston. Começando em 2003, ele venceu quatro edições da prova, três delas consecutivamente ([[2003, 2006, 2007, 2008), Sua vitória em 2006, com o tempo de 2:07.14, estabeleceu um novo recorde para o percurso- hoje já batido pelo compatriota Robert Kiprono Cheruiyot, sem parentesco - que já durava doze anos.
Participando com sucesso de outras provas nos Estados Unidos, ele foi o autor de uma das mais estranhas vitórias em uma maratona: no momento exato de cruzar a linha de chegada da Maratona de Chicago levou um tombo e, escorregando por baixo da fita, bateu com a cabeça no chão, o que lhe rendeu uma concussão cerebral e dias de observação num hospital.  Esta vitória em Chicago, no mesmo ano de sua segunda vitória em Boston, lhe rendeu a primeira posição no ranking de maratonistas de 2006 da IAAF.
Uma das grandes estrelas da maratona internacional, ele teve, entretanto, uma experiência fracassada na única vez em que representou oficialmente seu país, abandonado no meio, por contusão, a maratona dos Jogos Olímpicos de Pequim, em 2008.
Ele já esteve várias vezes correndo no Brasil, onde foi tricampeão da Corrida de São Silvestre (2002, 2004 e 2007)
Robert converteu-se recentemente à religião muçulmana e, por isso, adota o nome Omar Ahmed em algumas competições.